# Fundación Anda Conmigo
Fundación Anda Conmigo, es una organización española creada en 2015 para apoyar a las familias de menores con discapacidad física o intelectual. Cuenta con diversas herramientas terapéuticas y asistenciales y con 76 centros de terapias Anda Conmigo asociados en España, México y Chile. Ha recibido diversos reconocimientos.

## Orígenes
La fundación fue creada por Javier Bergón, como respuesta a las necesidades que surgieron en su familia  tras el nacimiento de un niño prematuro con tan solo veinticuatro semanas y que derivó en una parálisis cerebral. El menor precisaba algún tipo de centro que reuniera en un espacio único todas las terapias.Su padre creó entonces un centro de terapias integrales en Boadilla del Monte, y en julio de 2015 la fundación para que tanto los niños como sus familias pudieran encontrar el apoyo económico, de gestión, becas y ayudas y el acceso a actividades de ocio, educación y deporte.

## Funcionamiento
La fundación cuenta con un patronato y una dirección ejecutiva para las distintas áreas de trabajo del equipo multidisciplinar: terapias, atención primaria, atención temprana y post-temprana, terapias intensivas y nuevas terapias, talleres familiares, deporte y ocio inclusivo, ayuda a las familias, voluntariado, ayudas técnicas y servicios generales.
Tras su dotación inicial por parte del fundador y su familia, la institución se financia mediante donaciones particulares, empresariales como mecenas o proyectos sociales, y eventos como torneos de pádel, carreras o cenas solidarias. La fundación está regulada por el Ministerio de Justicia de España y presenta cuentas todos los años que revisa y publica el protectorado. Los fondos conseguidos se destinan en un 50% a las familias de discapacitados con más necesidades económicas, a los tratamientos intensivos de 3 horas diarias para los casos más graves, y a becas y ayudas por tratamiento. Un 15% se destina a nuevos desarrollos terapéuticos y formación, un 10% a difusión, y el  resto es un pequeño fondo propio de la fundación.

## Programas
La fundación cuenta con diversas herramientas asistenciales:
- Programa de becas terapéuticas para apoyar económicamente a las familias cuyos hijos necesitan terapia. Son becas de mantenimiento o para programas intensivos.
- Formación para familiares y educadores.
- Investigación y desarrollo tecnológico aplicado a las terapias virtuales.
- Asistencia familiar y psicológica.

La fundación desarrolla la actividad “Migo Hospitales” para atender a las familias que se enfrentan a un primer diagnóstico tras el nacimiento de un hijo con necesidades especiales, o aquellas que han de abordar largos periodos de hospitalización. La actividad  se desarrolla tanto en hospitales como posteriormente en casa, y se financia mediante cenas solidarias.  

## Centros  Anda Conmigo
Los centros reúnen en un único espacio diversas terapias y un equipo profesional multidisciplinar. En ellos se tratan las distintas discapacidades mediante atención temprana, logopedia, terapia ocupacional, fisioterapia, psicología y psicopedagogía.  En mayo de 2024 existen 76 centros, la mayoría ubicados en ciudades de España, dos en México  y dos más en Chile. Los centros funcionan con el sistema de franquiciado.

## Premios y reconocimientos
- Territorios Solidarios BBVA 2018.[12]
- IX Convocatoria de Proyectos Sociales, Banco de Santander 2017.[2]